# Miki Fujimura
Pour les articles homonymes, voir Fujimura.
Miki Fujimura (藤村 美樹, Fujimura Miki), née le 15 janvier 1956 à Setagaya (Tokyo), est une chanteuse japonaise qui a été élevée à Fukushima.

## Filmographie sélective
- 1975 : Za.Dorifutazu no kamo da!! Goyo da!! (ザ・ドリフターズ　カモだ！！御用だ！！?) de Masaharu Segawa
- 1975 : Seigida! Mikatada! Zeninshugo!! (正義だ！味方だ！全員集合！！?) de Masaharu Segawa